# Eemshaven (circuit)

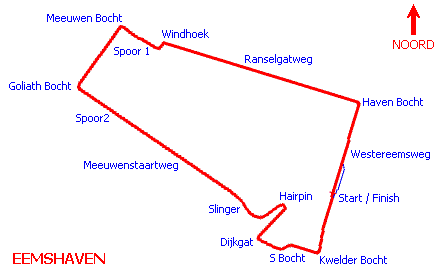

Van 1982 tot 2008 werden op een stratencircuit in de Eemshaven wegraces georganiseerd, meetellend voor het open Nederlands kampioenschap (ONK) wegrace. Deze races worden georganiseerd door de Stichting Motorsportevenementen Eemshaven (SME).
Het 3.495 meter lange circuit wordt als indrukwekkend ervaren door de vele windmolens die rondom het stratencircuit staan.
De beruchte "Slinger" is voor de races van 2006 voorzien van een grindbak. In 2005 werd de Windhoek al voorzien van een chicane met grindbak. Vanwege plannen van de wegeigenaar "Seaport" zijn in mei 2008 in Eemshaven (voorlopig) de laatste wegraces verreden. Door de geplande wijzigingen verdwijnt een paar wegen en er komt geen bruikbaar alternatief terug. Ook is het rennerskwartier niet meer te situeren op de oorspronkelijke plaats vanwege renovatiewerkzaamheden.